# Think (IBM)
"Think" (estilizado como THINK) é um slogan associado à multinacional americana de tecnologia IBM.

## História
O slogan "THINK" foi usado pela primeira vez por Thomas J. Watson em dezembro de 1911, enquanto geria os departamentos de vendas e publicidade da National Cash Register Company. Em uma reunião de vendas pouco inspiradora, Watson interrompeu, dizendo: "O problema com cada um de nós é que não pensamos o suficiente. Não somos pagos por trabalhar com os pés — somos pagos por trabalhar com a cabeça". Watson então escreveu THINK no cavalete.
Perguntado mais tarde o que ele queria dizer com o slogan, Watson respondeu: "Por THINK, quero dizer levar tudo em consideração. Recuso-me a tornar o sinal mais específico. Se um homem apenas vir THINK, ele descobrirá o que quero dizer. Não estamos interessados em um curso de lógica."
Em 1914, Watson levou o slogan para a Computing-Tabulating-Recording Company (CTR) e suas subsidiárias, todas as quais mais tarde se tornaram a IBM. A International Time Recording, uma das subsidiárias, publicou uma revista para funcionários e clientes, chamada Time, que, em 1935, a IBM renomearia para THINK. A IBM continua a usar o slogan. THINK também é uma marca registrada da IBM; a IBM nomeou seus computadores portáteis ThinkPad, nomeou uma linha de computadores de mesa orientados para negócios ThinkCentre e os monitores ThinkVision.
Desde 2018, a principal conferência da IBM é chamada IBM Think.
O slogan da Apple "Think different", significando "Pense diferente", usado pela primeira vez em 1997, foi amplamente considerado como uma resposta ao THINK da IBM.

## Galeria

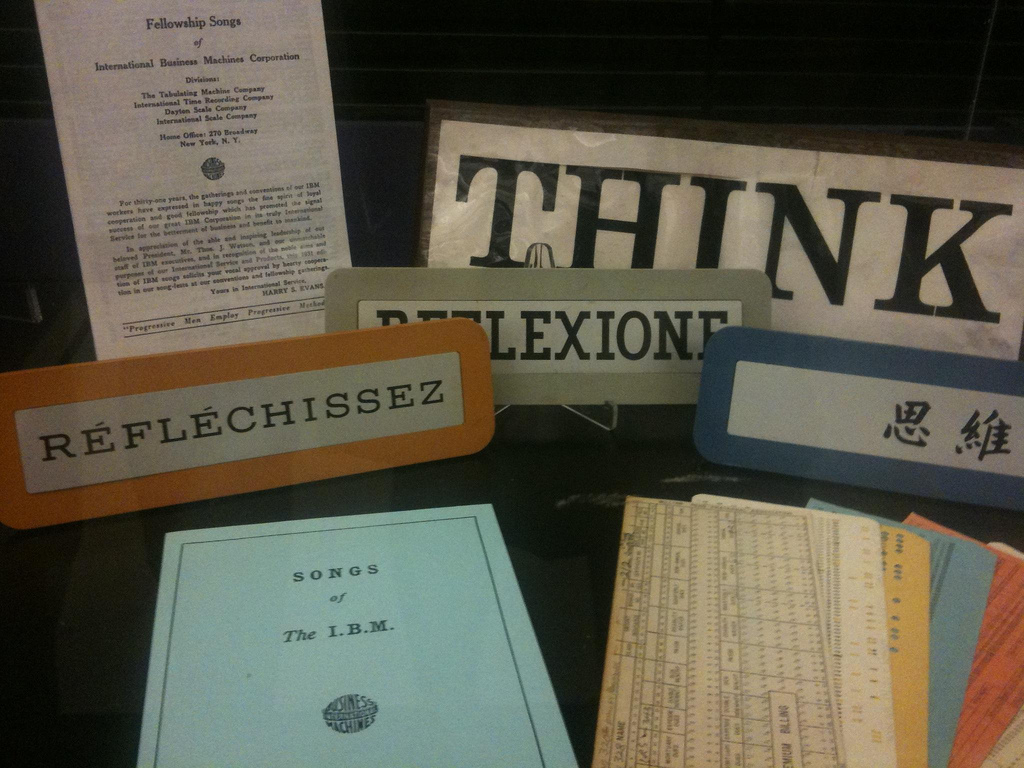
THINK em vários idiomas
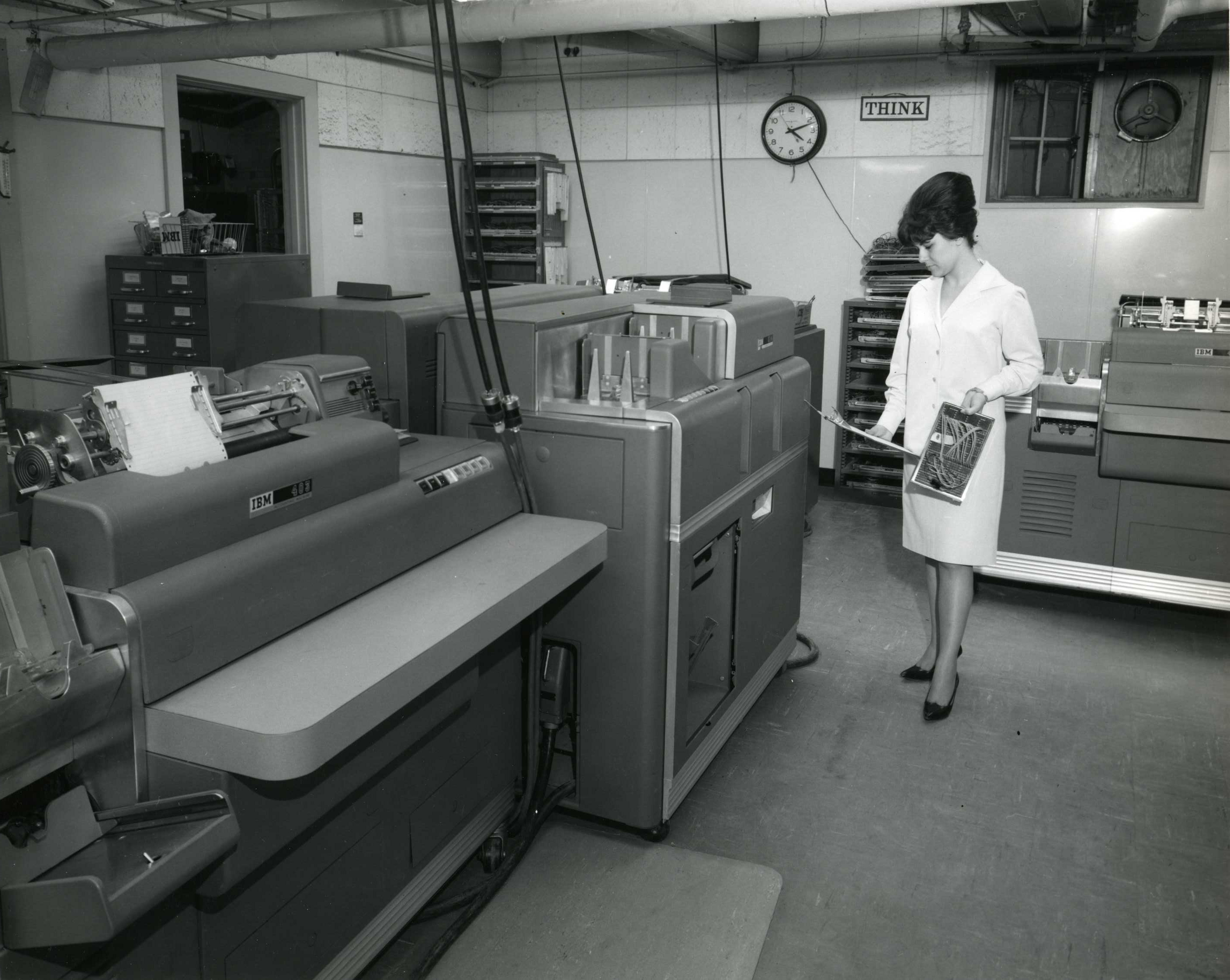
THINK da IBM em uma instalação de processamento de dados com cartões perfurados usando equipamentos IBM, c. 1960
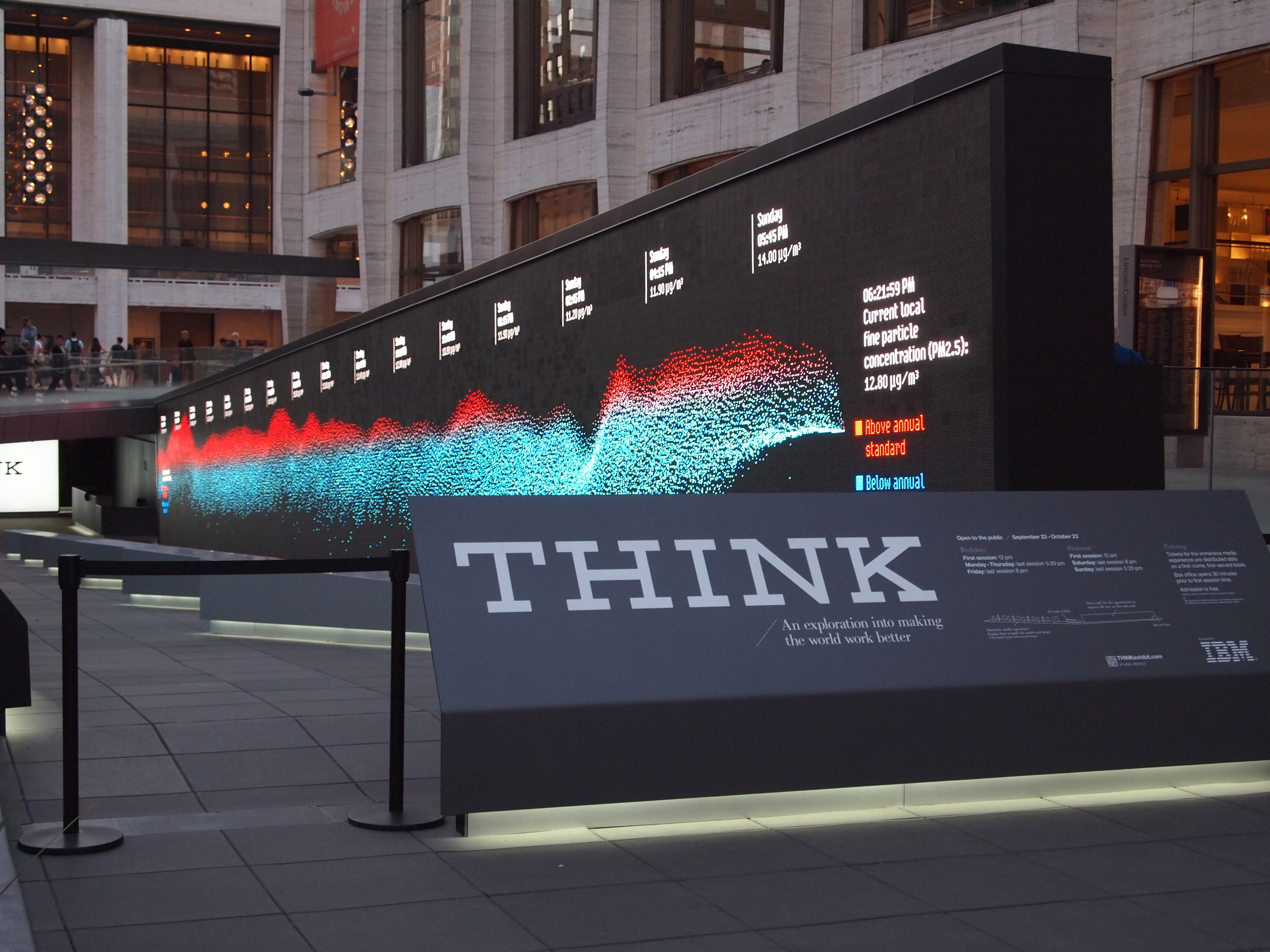
Exposição temática IBM Think no Lincoln Center em 2011
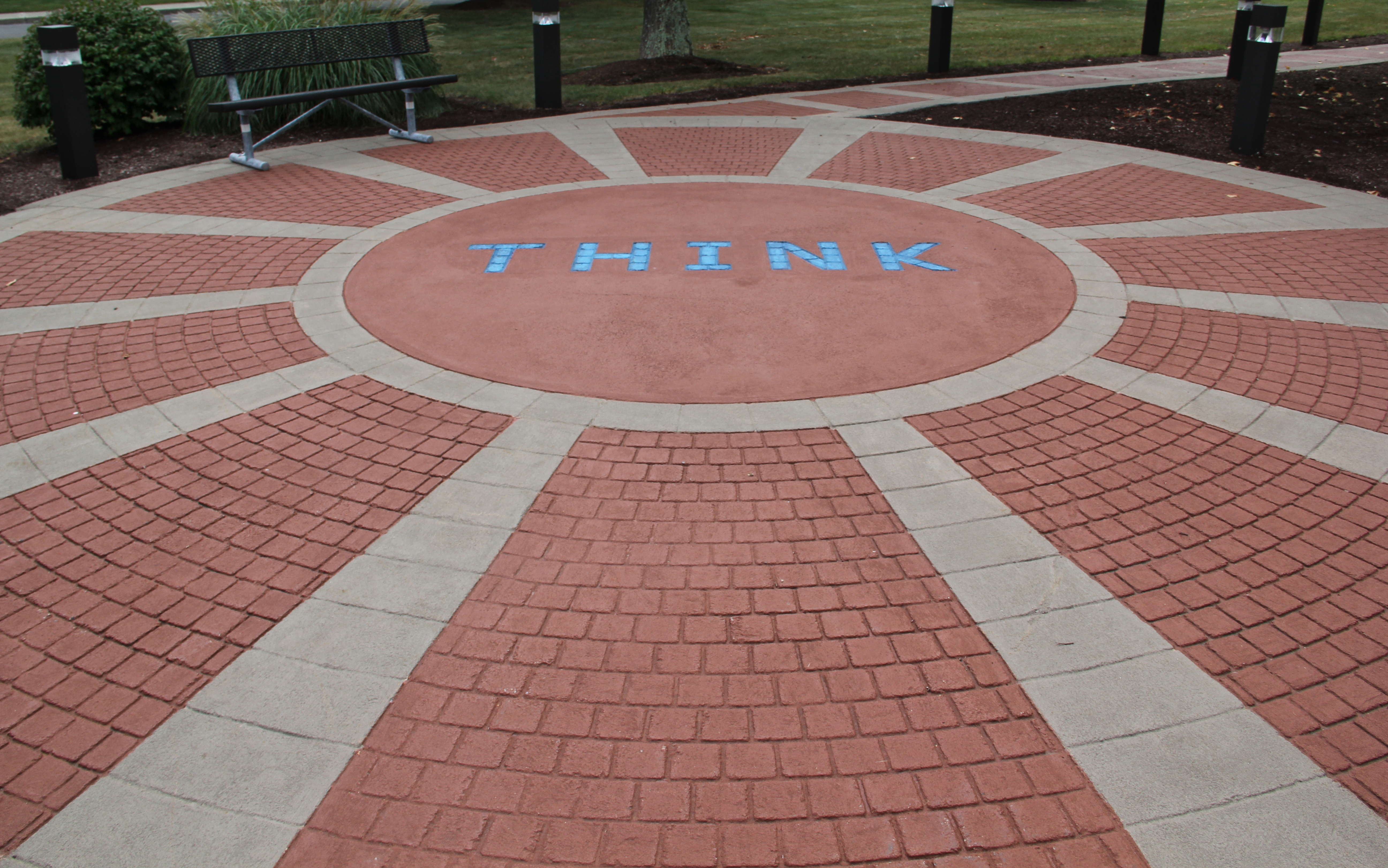
Uma trilha para caminhada no local da IBM em Poughkeepsie, com a palavra "THINK"
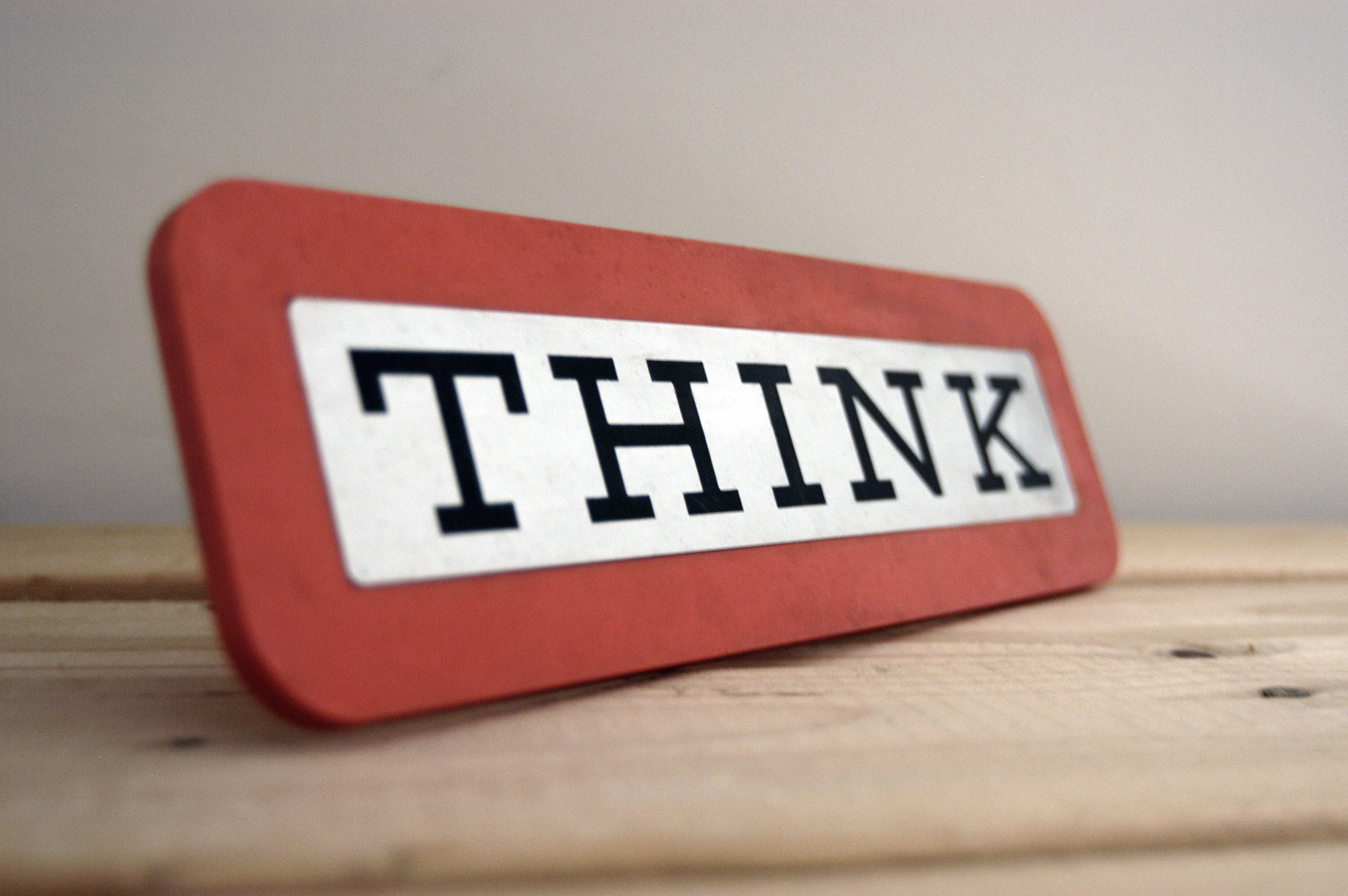
THINK da IBM